# Clas Vårdstedt
Clas Jonas Vårdstedt, född 23 september 1972 i Motala, är en svensk sångare, musiker, låtskrivare, och författare bosatt i Linköping. Clas Vårdstedt har gett ut ett flertal soloskivor samt medverkat på ytterligare ett 40-tal med sånger eller som musiker sedan starten 1989. Clas Vårdstedt har även medverkat bl.a. i SVT-framgången "Minns du sången" , "Sjung min själ" och "Allhelgonakväll". 2021 debuterade han som författare med boken "Himlen på besök", Marcus förlag. 

## Diskografi i urval
- Om så bara för dig (1997, Vårdstedt/Johnson, Heaven Records)
- Allt jag behöver (1999, Vårdstedt/Johnson, Viva Records)
- Du är min tillflykt (2003, David Media)
- Obeskrivlig (2006, David Media)
- Herre, led oss (2008, David Media)
- Evig är Guds nåd (2011, David Media)
- Förlorar jag dig, förlorar jag allt (2014, David Media)
- Mitt hjärta hos dig (2017, David Media)
- Du har mitt liv i din hand (2019, David Media)[1]

## Böcker
- Himlen på besök - Och det som hände sen när Gud aldrig lämnade, 2021 Marcus förlag, ISBN: 9789179997229

## Psalmer
- Närmare mig